# Oren Smadja
Oren Smadja (hebräisch אורן סמדג'ה; * 20. Juni 1970 in Ofakim) ist ein ehemaliger israelischer Judoka, der in den Gewichtsklassen bis 71 kg und bis 78 kg antrat.
Bei den Olympischen Sommerspielen 1992 in Barcelona gewann er im Leichtgewicht die Bronzemedaille. Er war damit nach Yael Arad der zweite israelische Sportler, der eine olympische Medaille errang. 1995 belegte er bei den Weltmeisterschaften den zweiten Platz.